# Bivona
Bivona é uma comuna italiana da região da Sicília, província de Agrigento, com cerca de 4.225 habitantes. Estende-se por uma área de 88 km², tendo uma densidade populacional de 48 hab/km². Faz fronteira com Alessandria della Rocca, Calamonaci, Castronovo di Sicilia (PA), Cianciana, Lucca Sicula, Palazzo Adriano (PA), Ribera, Santo Stefano Quisquina.

## Demografia
| Variação demográfica do município entre 1861 e 2011                               |
|                                                                                   |
| Fonte: Istituto Nazionale di Statistica (ISTAT) - Elaboração gráfica da Wikipedia |